# Bernice Cameron
Laura Bernice Cameron (Jacksonville, 30 de julio de 1883 - 19 de enero de 1959) fue una empresaria y reservista estadounidense, gerente de oficina de la Postal Telegraph-Cable Company y veterana de la Primera Guerra Mundial.

## Trayectoria
Cameron nació en Jacksonville (Oregón), el 30 de julio de 1883, hija de Robert J. y Esther L. Cameron. La familia poseía un rancho en la zona de Applegate. En 1894 se matriculó en la Escuela Normal de Monmouth y en 1901 fue a la escuela de magisterio de Ashland. Tras graduarse fue maestra durante unos años en el valle.
Bernice Cameron fue gerente de la Postal Telegraph-Cable Company. Cuando fue nombrada gerente de la oficina de telégrafos postales de Medford en 1907 fue una circunstancia poco habitual, ya que muy pocas mujeres eran nombradas gerentes. Se ganó el respeto y la admiración de la comunidad gracias a la exitosa gestión de la empresa. En 1923 ganó el premio de la compañía Postal Telegraph por tener la oficina de su tamaño con más éxito de la costa oeste. Se jubiló en 1939 tras 32 años de servicio.
En 1897 fue iniciada en el Capítulo Adarel de la Orden de la Estrella de Oriente, del que fue miembro durante 60 años. Estuvo vinculada a la historia del capítulo: su tío, Todd Cameron, regaló al capítulo en 1880 un órgano que había sido enviado a Crescent City por agua y transportado por los senderos de montaña hasta Jacksonville; su madre, Esther Cameron, colaboró en la organización del gran capítulo de Oregón en 1899 en Roseburg.
Fue miembro del Club Republicano del condado de Jacksonville, del Club Zonta, de la iglesia episcopal de San Marcos y del Puesto nº 15 de Medford de la Legión Americana, por haber prestado servicio como Yeomanette durante la Primera Guerra Mundial. Sirvió en la Inteligencia Naval como jefa de electricistas en el Astillero Naval de Puget Sound en Bremerton (Washington), y fue «jefa de redacción». Siguió siendo miembro de la Legión Americana durante 40 años.
Fue miembro de la Cámara de Comercio del Condado de Jackson durante muchos años.

## Vida personal
Bernice Cameron vivía en el número 112 de la calle Geneva, en Medford, Oregón. En 1954 heredó 20.000 dólares (179.503,35 dólares en 2017) de su tía, la señora William Hanley.
Murió el 19 de enero de 1959 y fue enterrada en la parcela de la familia Cameron en el cementerio de Jacksonville.